# The DEFinition
The DEFinition – dziesiąty studyjny album amerykańskiego rapera LL Cool J-a. Został wydany 31 sierpnia, 2004 roku. Zadebiutował na 4. miejscu notowania Billboard 200, następnie został zatwierdzony jako złoto.

## Lista utworów
| Nr | Tytuł                  | Producent(ci)                                             | Goście                                 | Czas |
| -- | ---------------------- | --------------------------------------------------------- | -------------------------------------- | ---- |
| 01 | „Headsprung”           | Timbaland                                                 | Timbaland                              | 4:27 |
| 02 | „Rub My Back”          | Timbaland                                                 |                                        | 4:43 |
| 03 | „I'm About To Get Her” | Teddy Riley, Eric Williams, Marquinarius Holmes, R. Kelly | R. Kelly                               | 4:21 |
| 04 | „Move Somethin'”       | N.O. Joe                                                  |                                        | 3:39 |
| 05 | „Hush”                 | 7 Aurelius                                                | 7 Aurelius, Paul Bushnell, Paul Graham | 3:34 |
| 06 | „Every Sip”            | Timbaland                                                 | Candice Nelson                         | 4:32 |
| 07 | „Shake It Baby”        | N.O. Joe                                                  |                                        | 3:48 |
| 08 | „Can't Explain It”     | Timbaland                                                 | Candice Nelson                         | 4:12 |
| 09 | „Feel The Beat”        | Timbaland                                                 |                                        | 4:17 |
| 10 | „Apple Cobbler”        | Timbaland                                                 |                                        | 3:39 |
| 11 | „1 In The Morning”     | Dame Grease                                               |                                        | 3:42 |